# The Other Side (Zvezdna vrata SG-1)
The Other Side je naslov epizode znanstveno-fantastične serije Zvezdna vrata, kjer po več nepričakovanih aktivacijah zvezdnih vrat s štabom zvezdnih vrat vspostavi stik Alar, predstavnik planeta Euronda. To je prvi primer, da je neka rasa z drugega planeta navezala stik z Zemljo, ne da bi kakšna od ekip SG navezala stik z njo. Kasneje poveljstvo zvezdnih vrat začne sprejemati še televizijsko sliko, kjer jih Alar še enkrat prosi za pomoč, ekipa SG-1 pa tako spozna, da je Alar v podzemni bazi, ki je tarča bombnih napadov neznanega sovražnika.
General Hammond pošlje SG-1 na humanitarno misijo  na Eurondo, kamor bi dostavili hrano in zdravniško pomoč. Ob prihodu ekipa odkrije, da je planet uničen, ozračje zastrupljeno, preživeli pa se v podzemni bazi borijo proti valom napadov sovražnika, proti kateremu imajo vse manj moči. Ekipa SG-1 poskuša Alarja prepričati, da njemu in njegovim ljudem lahko pomagajo najti nov planet za življenje, vendar jih Alar zavrne in jim pokaže tisoče komor, kjer v nezavestnem stanju spijo ostali ljudje, ki bi jih zbudili po zmagi nad sovražnikom.  
Ko O'Neill dobi priložnost preizkusiti letenje z enim od lovskih letal, ki ga je moč pilotirati na daljavo, je takoj navdušen nad tehnologijo, ki bi pomagala Zemlji, da se uspešneje brani pred goa'uldsko grožnjo. Alar pove, da je Euronda pripravljena ponuditi svojo tehnologijo v zameno za težko vodo, ki jo potrebuje fuzijski reaktor za vzdrževanje obrambnega ščita podzemne baze. Ker je vire težke vode zasedel sovražnik, je obrambni ščit začel izgubljati moč, zaradi česar se je Euronda znašla pred porazom.
O'Neill je navdušen nad ponudbo in jo je pripravljen sprejeti, Daniel pa je sumničav, saj se mu zdi neprimerno vtikati v vojno, o kateri ne vedo ničesar, poleg tega pa zaradi Alarjeve nepripravljenosti, da pove več o tej vojni in sovražniku, začne sumiti, da Alar nekaj prikriva. General Hammond pooblasti O'Neilla za pogajanje z Eurondo, Danielu pa prepove vmešavanje, dovoli pa mu skrivno raziskovanje podrobnosti vojne. Ekipa SG-1 ugotovi, da je Alar zelo razburjen zaradi Teal'cove prisotnosti, saj trdi, da ni enak ostalim, kar ekipi sčasoma da misliti, da je vzrok temu v njegovi temnejši polti, medtem ko so vsi Eurondanci svetle polti.
Daniel ponovno obišče prostor, kjer ležijo nezavestni Eurondanci in ugotovi, da so si med sabo praktično enaki ali celo klonirani. Samantha Carter ugotovi, da ima baza cevi, ki so speljane na površje planeta, kar se ji zdi nenavadno, saj je Alar zatrdil, da je ozračje zastrupljeno in bi bile take cevi brez smisla. Zaradi velikosti in kompleksnosti baze tudi pride do zaključka, da je bila vojna načrtovana že dolgo pred samim začetkom. Daniel končno izve, da so sovražniki ljudje, ki se po Alarjevih besedah množijo brez ozira na genetsko čistost, kar ga privede do zaključka, da si je skupina ljudi, ki je zagovarjala sporna načela genetske čistosti, zgradila bazo pod površjem planeta, nato pa zastrupila ozračje, da bi iztrebila po njihovem mnenju rasno nečiste ljudi.
Ker sprevidijo, da je Alar očitno evgenik, se ekipa SG-1 odloči, da ne bo več pomagala. O'Neill prevzame nadzor nad nekaj lovskimi letali in začne pomagati sovražniku, na koncu pa z enim od letal uniči bunker, kjer so obrambni sistemi, kar povzroči sesutje podzemne baze. Ekipa se nato odloči zapostiti Eurondo in opozori Alarja, naj jim ne sledi. Po povratku na Zemljo je zaznan trk v zaslonko zvezdnih vrat, kar namiguje na to, da jim je Alar (ali nekdo drug) vseeno sledil v poskusu pobega.